# 梅尔科沃德纳亚湾 (日本海)
梅尔科沃德纳亚湾（俄语：Бухта Мелководная）是日本海的海湾，位于基辅卡湾西，属滨海边疆区拉佐区，面积3.7平方公里，深达15米，岸长6.3公里。拉兹杰尔内岛处于海湾中间。